# Union pour la démocratie (Saint-Martin)
Pour les articles homonymes, voir UD.
L'Union pour la démocratie (UD) est un parti politique saint-martinois fondé en 2011 par Daniel Gibbs.

## Histoire
L'Union pour la démocratie est créée le 11 mars 2011 par Daniel Gibbs, Annette Philips, Jean-David Richardson, Rémy William et Myriam Hérault, conseillers territoriaux, alors membres de l'Union pour le progrès-UMP. Ils sont rejoints par Dominique Riboud, tête de la liste « Alliance » aux élections de 2007. Le parti présente une liste aux élections territoriales de l'année suivante, « Team Gibbs 2012 », qui obtient 6 sièges et se positionne deuxième. Aux élections législatives qui suivent, Daniel Gibbs est élu député et intègre le groupe Union pour un mouvement populaire.
Aux élections territoriales de 2017, le parti fait face à une majorité divisée et sa liste « Team Gibbs 2017 », soutenue au niveau national par Les Républicains, obtient la majorité absolue avec 18 sièges sur 23. La même année, Annick Petrus, conseillère territoriale, est élue sénatrice, sans toutefois bénéficier de l'ensemble des voix de la majorité.

## Élus

### Sénat
- Mandature 2020-2026 : Annick Petrus, groupe Les Républicains (jusqu'en 2021)

### Assemblée nationale
- XIVe législature (2012-2017) : Daniel Gibbs, groupe Les Républicains

### Présidence du conseil territorial
- Mandature 2017-2022 : Daniel Gibbs

## Résultats électoraux

### Élections territoriales
| Année | Premier tour | Premier tour | Premier tour | Second tour | Second tour | Second tour | Sièges  | Tête de liste |
| Année | Voix         | %            | Rang         | Voix        | %           | Rang        | Sièges  | Tête de liste |
| ----- | ------------ | ------------ | ------------ | ----------- | ----------- | ----------- | ------- | ------------- |
| 2012  | 2 889        | 32,04        | 2e           | 4 137       | 43,15       | 2e          | 6 / 23  | Daniel Gibbs  |
| 2017  | 4 077        | 45,05        | 1er          | 5 695       | 64,31       | 1er         | 18 / 23 | Daniel Gibbs  |
| 2022  | 2 071        | 24,72        | 2e           | 3 216       | 33,31       | 2e          | 5 / 23  | Daniel Gibbs  |

### Élections sénatoriales
| Année | Candidate     | Premier tour | Premier tour | Premier tour | Second tour | Second tour | Second tour |
| Année | Candidate     | Voix         | %            | Rang         | Voix        | %           | Rang        |
| ----- | ------------- | ------------ | ------------ | ------------ | ----------- | ----------- | ----------- |
| 2020  | Annick Petrus | 10           | 47,62        | 1re          | 15          | 68,18       | 1re         |

### Élections législatives
| Année | Candidat          | Premier tour | Premier tour | Premier tour | Second tour | Second tour | Second tour |
| Année | Candidat          | Voix         | %            | Rang         | Voix        | %           | Issue       |
| ----- | ----------------- | ------------ | ------------ | ------------ | ----------- | ----------- | ----------- |
| 2012  | Daniel Gibbs      | 2 639        | 39,88        | 1er          | 4 107       | 52,23       | Élu         |
| 2022  | Daniel Gibbs      | 1 398        | 27,60        | 2e           | 1 913       | 32,79       | Battu       |
| 2024  | Philippe Philidor | 1 170        | 16,91        | 3e           |             |             |             |